# Dexter Williams
Dexter Williams (Winter Garden, 6 gennaio 1997) è un giocatore di football americano statunitense che milita nel ruolo di running back per i Philadelphia Stars della United States Football League (USFL).

## Carriera

### Pittsburgh Steelers
Williams fu scelto nel corso del sesto giro (194º assoluto) del Draft NFL 2019 dai Green Bay Packers. Il 3 maggio firmò il suo contratto con la franchigia. Debuttò come professionista il 20 ottobre contro gli Oakland Raiders correndo 2 volte per 3 yard. La sua stagione da rookie si concluse con 11 yard corse in 4 presenze, nessuna delle quali come titolare.

### New York Giants
IL 2 settembre 2021 Williams firmò con la squadra di allenamento dei New York Giants.